# (133) Кирена
(133) Кирена (лат. Cyrene) — астероид главного пояса, принадлежащий к светлому спектральному классу S. Он был открыт 16 августа 1873 года американским астрономом Дж. К. Уотсоном в Анн-Арборе, США, и назван в честь Кирены, дочери царя Гипсея и возлюбленной Аполлона, согласно древнегреческой мифологии.

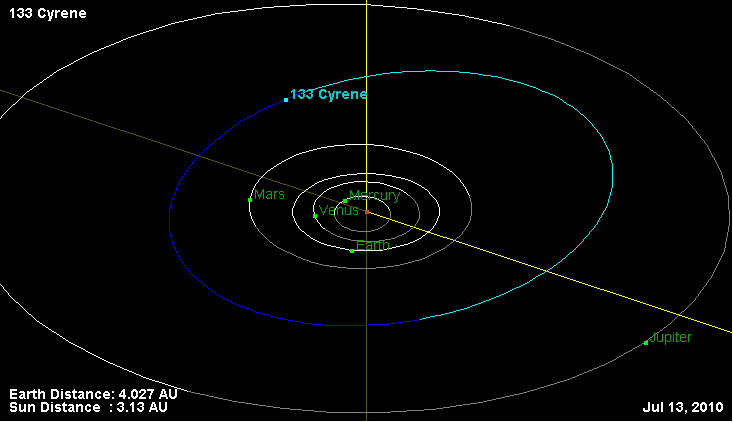
Орбита астероида Кирена и его положение в Солнечной системе